# 渊田美津雄
渊田 美津雄（日语：／ Fuchida Mitsuo，1902年12月3日—1976年5月30日），日本海軍大佐，曾经参加过偷袭珍珠港。

## 经历

### 生平
出生于奈良县北葛城郡磐城村（现在的葛城市）。就读奈良县立畝傍中学校（現在的高等学校），大正13年（1924年）7月从海军兵学校毕业（第52期）。

### 從軍
年幼时并没有对航空感到兴趣，但激烈的爱国思想以及军营生活吸引了他在18岁那年自愿在海军服务，并在广岛县江田岛市的海军兵学校接受训练。在接受训练的三年间，他开始对飞机及航空队产生兴趣。
毕业后，美津雄被委托成为日本海军的海军官校学生，也成功申请为海军航空队的一员。他在25岁生日前两天晋升为少尉，并顺利通过了在日本海军飞行员训练中最难的轰炸机飞行员训练。
20世纪三十年代，美津雄作为海军飞行员的经验提升，他被认为拥有很大的潜力，于是他晋升为少佐並入读当时位于东京，拥有很高威望的海军大学校。

### 二戰
随着中国抗日战争爆发，他参与了战场，取得经验，并达到了他在飞行员生涯的顶峰。由于日本和美国的关系，他在昭和16年（1941）被调任为航空母舰赤城号的飞行队长，此後參與了多場對美戰役。
在昭和16年（1941年）12月8日，日本海军航空队偷襲珍珠港。美津雄在晋升为指挥官前就带领整个航空编队。在黎明前，353架飞机从六艘航母上起飞，前往夏威夷。美津雄坐在一架九七式舰上攻击机的观测员座位上，这允许他能单一集中发出命令。
美津雄的袭击队伍由90架九七式舰上攻击机组成：由他本人率领的50架装载800公斤的炸弹，村田重治率领的其余40架装有鱼雷，另有51架九九式舰上轰炸机以及43架零式舰上战斗机护送。
当地时间07：49，袭击队伍进行了第1波攻击，美津雄发出著名的「突・突・突」（全军突击）和「虎・虎・虎」（奇袭成功）的电报。第一波在二十分钟后完成。在返回航母后，他就命令准备完毕后发起第二波攻击，参与的包括54架九七式舰上攻击机、78架九九式舰上攻击机以及35架零战。完成后，统计后的破坏程度出人意料：美军的四架战舰被摧毁（但有两艘后来已修复）、另外4架被毁以及进一步损害的小船、近200架战机也被摧毁。而日本方面就有29架被防空武力以及残余的敌方战机击落。
12月26日，美津雄受到英雄式的欢迎，并以海军中佐的身份破格向昭和天皇汇报戰果。昭和17年（1942年）参加了南方作战和印度洋作战，并带领队伍击沉英军的多塞特郡号重型巡洋舰及康沃爾号重型巡洋舰。
1942年6月，在前往参加中途岛海战的途中得了盲肠炎所以只能滞留在赤城號养病无法参加战斗。从赤城號逃离时双腿骨折。回到本土历任横须贺航空队教官，海军大学兼日本陸軍大學校教官，最后转任军令部。
昭和18年（1943年）7月，在第一航空舰队司令長官角田觉治的麾下担任作战参谋。昭和19年（1944年）2月参加位于马里亚纳群岛的天宁岛争夺战，因为美军的强大海空力量无功而返。4月担任联合舰队司令丰田副武的舰队参谋南方軍参谋。昭和20年（1945年）8月5日，正好离开因为参加会议而逗留的广岛而躲过一劫。在广岛核爆之后作为海军调查团成员抵达广岛，居然也没有受到核辐射。太平洋战争结束时升任海军大佐。

### 戰敗後
战后在第二复员省（原海军省）史实调查部，渊田認識到侵略戰爭的本質後，加入在联合国军最高司令官总司令部（GHQ）的领导下担任战争资料的整理和研究工作。对南云忠一和山本五十六的评价非常严厉。
昭和23年（1948年），美津雄听闻参与空袭东京行动但被俘，并受到残酷对待但奋斗生存的雅各·德沙哲的故事，他深感痛苦。读完圣经后，他更要成为基督徒，震惊他的朋友和二战时的战友。
昭和24年（1949年）在日本基督教团堺教会受洗加入基督教。昭和25年（1950年），他与雅各·德沙哲见面，表示对在二战时在他手下去世的人深感遗憾，并说要把余生投入在基督教裡。昭和41年（1966年）开始在日本和美国参加传教活动。在美国被当作「偷袭珍珠港的指揮官」而受到欢迎。昭和42年（1967年）回到故乡隐居。
昭和51年（1976年）5月30日，因糖尿病引起的综合症去世。享年73岁。

## 來台灣傳教的軼事
民國五十七年（1968年），黃文範正在翻譯華特·勞德（Walter Lord）的著作《Incredible Victory》，譯完書之後，許多日本人名無法從羅馬拼音回復漢字，正在苦惱之際，居然遇到了淵田美津雄。黃文範當時在台南工作，他的一位同事常常邀他去聽道，有一天說這回來講道的日本人叫淵田美津雄。黃文範當然就去了，並在佈道會後請教淵田，淵田也很認真的解決了許多人名的問題，黃文範才完成了《中途島之戰：難以置信的勝利》（麥田出版社）一書的翻譯工作。
黃文範在譯序中描述：「7/13那個炎熱的夜晚，在台南市合作大樓前一條小街的教堂中，我擠在滿坑滿谷的聽眾間，聽淵田佈道，他那嘶啞尖銳的聲調，由別人改譯成閩南話；我仔細端詳台上的淵田，清癯的面孔，稀疏的頭髮，額頭上的皺紋，已不見當年叱吒風雲千機排空的氣勢，真使人喟然『美人自古如名將，不許人間見白頭』。唯有他那挺直的鼻樑，金邊眼鏡下的光芒，依稀閃耀著一絲昔日的英氣。」

## 著作
- 『中途岛』（学研M文库，2008年） ISBN 978-4-05-901221-4
- 『机动部队』（学研M文库，2008年） ISBN 978-4-05-901222-1

以上2作是和奥宮正武一起著书。
- 『真珠湾攻击』（PHP文库，2001年） ISBN 4-569-57554-4
- 『真珠湾攻击总队长的回想 渊田美津雄的自传』（讲谈社，2007年） ISBN 978-4-06-214402-5

晚年从65岁到73岁去世为止断续写的一些草稿。死后由在美国居住的长子保存了大约30年。平成17年（2005年）记者中田整一整理。

## 传记
- 生出寿『偷袭珍珠港的攻击部队总指挥 渊田美津雄中佐的生涯』（德间书店，1992年） ISBN 4-19-224925-1
- 生出寿『偷袭珍珠港的攻击部队总队长 渊田美津雄的战争和和平』（德间书店，1996年） ISBN 4-19-890543-6
- 甲斐克彦『珍珠港的武士渊田美津雄 成为传道士的珍珠港的攻击部队队长的生涯』

（光人社，1996年） ISBN 4-7698-0756-2
（光人社NF文库，2008年） ISBN 978-4-7698-2561-6
- 星亮一『渊田美津雄 使偷袭珍珠港得以成功的指挥官』（PHP文库、2000年） ISBN 4-5695-7391-6